# Friedrich Spanheim il Giovane
Friedrich Spanheim il Giovane (Ginevra, 1º maggio 1632 – Leida, 18 maggio 1701) è stato un teologo olandese di fede calvinista e posizioni conservatrici.

## Biografia
Dopo essersi laureato a Leida nel 1648, nel 1655 entrò a far parte del corpo docente dell'Università di Heidelberg.
Nel 1670 si trasferì a Leida per sostituire il defunto Johannes Cocceius nella cattedra di teologia, dove enfatizzò l'importanza dello studio della storia della Chiesa.
La sua posizione teologica si espresse in termini dogmatici e polemici nei confronti di arminiani, cartesiani, seguaci di Cocceius e Gesuiti.
Spanheim incoraggiò i discepoli di Voezio a imprimere la loro ortodossia alla facoltà teologica di Leida, e nel 1676 supportò la pubblicazione di 20 posizioni condannate, relative alle dottrine cocceiane-cartesiane. All'università Abraham Heidanus, Wittich e Burchardus de Volder resistettero vigorosamente a tali azioni e Heidanus perse la sua cattedra. Nel lungo termine, tuttavia, la vittoria dei Voezio si rivelò una vitoria di Pirro, in quanto ben presto prevalse il Cartesianesimo.
Spanheim morì nel 1701 a Leida. I suoi scritti furono raccolti nel testo intitolato Opera (1701–3).